# Wierchniaja Gorbulina
Wierchniaja Gorbulina (ros. Верхняя Горбулина) – wieś (ros. деревня, trb. dieriewnia) w zachodniej Rosji, w sielsowiecie bolszedołżenkowskim rejonu oktiabrskiego w obwodzie kurskim.

## Geografia
Miejscowość położona jest nad Rogozną (prawy dopływ Sejmu), 1 km od centrum administracyjnego sielsowietu (Bolszoje Dołżenkowo), 10 km na północny zachód od centrum administracyjnego rejonu (Priamicyno), 21 km na zachód od Kurska, 17 km od drogi magistralnej (federalnego znaczenia) M2 «Krym».
We wsi znajduje się 90 posesji.
Klimat
Miejscowość, jak i cały rejon, znajduje się w strefie klimatu kontynentalnego z łagodnym ciepłym latem i równomiernie rozłożonymi opadami rocznymi (Dfb w klasyfikacji klimatów Köppena).

## Demografia
W 2010 r. wieś zamieszkiwało 71 osób.